# Valores Organizacionais
Os Valores organizacionais são aquilo que os seus membros compartilham e cultivam diariamente dentro da sua organização, sendo levado em consideração em seus comportamentos. É isso que diferencia uma organização das outras.

## Valores Organizacionais
Os valores organizacionais englobam e representam as convicções básicas de que um modelo específico de conduta, existência é individualmente ou socialmente preferível. Os valores são estáveis ao longo do tempo, norteiam as decisões de um indivíduo e gerenciam na tomada de decisão. Esses valores são indiscutíveis, “preto no branco”.
Uma parte muito importante da estrutura organizacional, é constituída por papéis, normas e valores e não por máquinas, equipamentos e sistemas. Os papéis representam a forma que o indivíduo se comporta relacionado à tarefa, as normas montam um padrão onde todos da organização devem seguir, e os valores vinculam as pessoas ao sistema organizacional.
Em uma outra ótica os valores “dizem” as maneira como seguir e os comportamentos são o que realmente “fazem”. Por isso é muito importante que os colaboradores de uma organização estejam com os seus pensamentos alinhados com o que essa empresa tem como valores organizacionais, isso trará uma sinergia mais eficaz no dia a dia deste meio como um todo.

## Valores Pessoais
Valores pessoais buscam caracterizar as prioridades que orientam as pessoas e as bases motivacionais onde os valores se sustentam, se relacionam também com conflitos em experiências passadas em tomadas de decisões. 

## Inventário de Perfis de Valores Organizacionais (IPVO)
Estudos realizados por Oliveira e Tamayo entendem a importância dos valores organizacionais na competitividade das empresas, a partir disso foi elaborado um instrumento composto por 8 fatores motivacionais denominado como Inventário de Perfis de Valores Organizacionais.
| Fatores                        | Correspondência              | Metas |
| Autonomia                      | Autodeterminação Estimulação | Oferecer desafios e variedade no trabalho; estimular a curiosidade, a criatividade e a inovação.                    |
| Bem-Estar                      | Hedonismo                    | Promover a Satisfação, o bem-estar e a qualidade de vida no trabalho.                                               |
| Realização                     | Realização                   | Valorizar a competência e o sucesso dos trabalhadores                                                               |
| Domínio                        | Poder                        | Obter lucros, ser competitiva e dominar o mercado                                                                   |
| Prestígio                      | Poder                        | Ter prestígio, ser reconhecida e admirada por todos, e oferecer produtos e serviços satisfatórios para os clientes  |
| Tradição                       | Tradição                     | Manter a tradição e respeitar os costumes da organização                                                            |
| Conformidade                   | Conformidade                 | Promover a correção, a cortesia e as boas maneiras no trabalho, e manter também o respeito às normas da organização |
| Preocupação com a coletividade | Benevolência Universalismo   | Promover a justiça e a igualdade da organização, bem como a tolerância a sinceridade e a honestidade                |

Fonte: Oliveira e Tamayo (2004).

Podemos entender os fatores da seguinte forma:

### Autonomia
Um fator importante voltado para as pessoas. Através da estimulação, criatividade e inovação, as pessoas são capazes de produzir com custos menores, em tempos reduzidos e ainda manter a qualidade do seu produto ou serviço;

### Bem-estar
Se caracteriza pela satisfação e qualidade de vida no trabalho. Através desse, as pessoas são capazes de tornar o ambiente profissional mais harmonioso e até mesmo prazeroso beneficiando não somente a si mesmos, mas como também proporcionando que a organização possa atingir seus objetivos;

### Realização
Se caracteriza pela valorização e sucesso dos trabalhadores. Ao valorizar as pessoas, uma organização pode obter delas uma maior dedicação podendo até, reduzir a quantidade de erros; 

### Domínio
Se caracteriza pela obtenção de lucros e liderança no mercado. Esse valor está mais voltado para a parte empresarial, ou seja, esse valor pode ser considerado como um dos objetivos da organização que está relacionado com sua visão de negócio. É importante lembrar que para alcançar os objetivos empresariais, os valores pessoais contidos nos valores organizacionais são essenciais;

### Prestígio
É um fator voltado tanto para as pessoas quanto para a empresa pois reflete a forma como se é enxergado com admiração, respeito por conta da qualidade de seus serviços ou produtos para os clientes ou sua organização; 

### Tradição
Se caracteriza por respeitar e aceitar ideias e costumes tradicionais da empresa. Esta é uma forma da empresa respeitar os seus valores organizacionais de forma eficiente.

### Conformidade
Se caracteriza pelo controle de impulsos, tendências e comportamentos nocivos para os outros e que transgridem normas e expectativas da organização. Desta forma se gera um ambiente de trabalho amigável e saudável;

### Coletividade
Se caracteriza pela promoção da justiça, igualdade, tolerância, sinceridade e honestidade. Esse valor está voltado diretamente para as pessoas, o que o torna mais forte a ideia de que a valorização das pessoas no ambiente profissional não é somente uma característica cultural de uma organização, esse tipo de valorização pode fazer parte das estratégias organizacionais podendo contribuir para sua competitividade;